# Sułtanat Palembang
Sułtanat Palembang – państwo historyczne na terenie dzisiejszej Indonezji, ze stolicą w Palembang. Państwo zostało proklamowane w 1675 r. i rozwiązane przez kolonialny rząd Indii Holenderskich 7 października 1823 r.

## Sułtani
- Susuhunan Abdurrahman (1659–1706)
- Muhammad Mansyur Jayo Ing Lago (1706–1718)
- Agung Komaruddin Sri Teruno (1718–1724)
- Mahmud Badaruddin I Jayo Wikramo (1724–1757)
- Ahmad Najamuddin I Adi Kusumo (1757–1776)
- Muhammad Bahauddin (1776–1803)
- Mahmud Badaruddin II (1804–1812, 1813, 1818–1821)
- Ahmad Najamuddin II (1812–1813, 1813–1818)
- Ahmad Najamuddin III (1821–1823)[2]